# 海特斯海姆
海特斯海姆（德語：Heitersheim，發音：[ˈhaɪtɐsˌhaɪm] ⓘ）是德国巴登-符腾堡州弗赖堡行政区布赖斯高-上黑林山县的城市，面积11.71平方千米，2023年12月31日人口为6,495人。